# Everett May
Thomas Everett May (Abilene, Kansas, 1888. március 5. – Monterey, Kalifornia, 1965. április 5.) amerikai katonatiszt és edző. 1916–1917-ben az Oregon State Beavers férfi kosárlabdacsapatának vezetőedzője volt.

## Fiatalkora
Családjával 1900-ban az Oregon állambeli Sherman megyébe költözött. Az Oregoni Mezőgazdasági Főiskolán (ma Oregoni Állami Egyetem) amerikai futballozott és kosárlabdázott, valamint a Fí Delta Théta diákszövetség tagja volt.

## Pályafutása
E. J. Stewart utódjaként 1917-es kosárlabdacsapata a Pacific Coast Conference negyedik helyére került. A 91. hadosztály játékosaként részt vett az 1918-as Rose Bowlon.
Az első világháborúban Franciaországban szolgált; az argonne-i csatában megsérült.

## A háború után
A háborút követően a Clemsoni Főiskola tisztképzőjében szolgált, valamint az amerikaifutball- és baseballcsapatok edzője volt.
Leszerelését követően Carmel-by-the-Sea-be költözött.

## Fordítás
- Ez a szócikk részben vagy egészben  az   Everett May című angol Wikipédia-szócikk ezen változatának fordításán alapul.  Az eredeti cikk szerkesztőit annak laptörténete sorolja fel. Ez a jelzés csupán a megfogalmazás eredetét és a szerzői jogokat jelzi, nem szolgál a cikkben szereplő információk forrásmegjelöléseként.